# 6-о основно училище „Граф Н.П. Игнатиев“
Шесто основно училище „Граф Игнатиев“ е основно училище на територията на район Средец, в центъра на София. Носи името на руския генерал, дипломат и министър Николай Игнатиев.

## История
Основано през 1899 г., училището е сред най-старите в България.
Намира се в триетажна сграда, построена през 1911 г., поради което се счита за училище-музей.
Разполага с просторни класни стаи и кабинети с високи тавани, компютърна и методична зала, библиотека с художествена и научна литература, бюфет, стол, физкултурен салон, футболно игрище, баскетболен корт и стая за тенис на маса.

## Известни възпитаници
- Андрей Арнаудов (р. 1979), продуцент и телевизионен водещ
- Иван Христов (р. 1979), телевизионен водещ и продуцент
- Николаос Цитиридис (р. 1994), телевизионен водещ